# Orbitolina
Genre
Orbitolina est un genre éteint de foraminifères à test agglutiné, ayant vécu au Crétacé entre le Barrémien et le Cénomanien,,.
La famille des Orbitolinidae apparaît au Jurassique et persiste au Tertiaire.

## Liste d'espèces
Selon World Register of Marine Species (6 octobre 2018) :
- Orbitolina andreaei Martin, 1891 †
- Orbitolina anomala Prever, 1909 †
- Orbitolina baconica Mehes, 1964 †
- Orbitolina birmanica Sahni Em. Sahni & Sastri, 1957 †
- Orbitolina birmanica Sahni, 1937 †
- Orbitolina boehmi Prever, 1909 †
- Orbitolina bulgarica (Boué, 1840) †
- Orbitolina chitralensis Sahni & Sastri, 1957 †
- Orbitolina concava (Lamarck, 1801) †
- Orbitolina concava (Lamarck, 1816) †
- Orbitolina confusa Pasic, 1962 †
- Orbitolina conoidea Gras, 1852 †
- Orbitolina crassa Douglass, 1960 †
- Orbitolina dinarica Pasic, 1962 †
- Orbitolina discoidea Gras, 1852 †
- Orbitolina discoideaconoidea Yabe & Hanzawa, 1926 †
- Orbitolina gigantea d'Orbigny, 1850 †
- Orbitolina gracilis Douglass, 1960 †
- Orbitolina grossa Douglass, 1960 †
- Orbitolina hukawgensis Sahni & Sastri, 1957 †
- Orbitolina japonica Yabe & Hanzawa, 1926 †
- Orbitolina kashmirica Sahni & Sastri, 1956 †
- Orbitolina kurdica Henson, 1948 †
- Orbitolina lamina Ho, 1976 †
- Orbitolina mamillata (d'Archiac, 1850) †
- Orbitolina minuta Douglass, 1960 †
- Orbitolina morelensis Ayala-Castanares, 1960 †
- Orbitolina obesa Sahni & Sastri, 1957 †
- Orbitolina oculata Douglass, 1960 †
- Orbitolina parma Fossa-Mancini, 1928 †
- Orbitolina paronai Prever, 1909 †
- Orbitolina parva Douglass, 1960 †
- Orbitolina patula Carter, 1857 †
- Orbitolina pervia Douglass, 1960 †
- Orbitolina pileus Fossa-Mancini, 1928 †
- Orbitolina planoconvexa Yabe & Hanzawa, 1926 †
- Orbitolina pleurocentralis Carter, 1857 †
- Orbitolina polymorpha Prever, 1909 †
- Orbitolina praeconica Mehes, 1964 †
- Orbitolina praecursor Montanari, 1964 †
- Orbitolina radiata d'Orbigny, 1850 †
- Orbitolina raoi Sahni & Sastri, 1957 †
- Orbitolina santonica Eremeeva, 1961 †
- Orbitolina serbica Pasic, 1962 †
- Orbitolina shikokuensis Yabe & Hanzawa, 1926 †
- Orbitolina subconcava Leymerie, 1878 †
- Orbitolina thompsoni Hodson, 1926 †
- Orbitolina tibetica Cotter Em. Sahni & Sastri, 1957 †
- Orbitolina tibetica Cotter, 1929 †
- Orbitolina turonica Pasic, 1962 †
- Orbitolina wadiai Sahni & Sastri, 1957 †
- Orbitolina walnutensis Carsey, 1926 †
- Orbitolina whitneyi Carsey, 1926 †